# Sergej Sergejevič Aleksandrov
Sergej Sergejevič Aleksandrov (rusko Сергей Сергеевич Александров), sovjetski general, * 1906, † 1971.

## Življenjepis
Med drugo svetovno vojno je bil sprva poveljnik 5. rezervnega letalskega polka, nato pa je bil poveljnik 335. jurišne letalske divizije (1943-45).